# Britt Nilsson
Britt Nilsson, född 1925, död 1994 i USA, var en svensk sångerska.
Nilsson var medlem i Vårat gäng 1939–1943. Hon emigrerade till USA 1945, fick 3 barn.

## Filmografi
- 1941 – Gatans serenad
- 1942 – Vårat gäng